# كأس كاجولز 1935–36
وهي البطولة الثانية عشرة بعد أن بدأت البطولة موسم 1923/1924.

## الفرق المشاركة
- نادي القوة الجوية
- المدرسة الحربية
- فريق اتحاد كرة القدم
- الفوج الخامس عشر
- اللاسلكي
- فريق الرشاشات
- فريق الشيخلية
- مراكز قيادة الجيش

## النتائج المعروفة
- الشيخلية × الرشاشات (1-0)
- الشيخلية × مركز قادات الجيش (2-2)
- الشيخلية × المدرسة الحربية (0-1)
- نادي القوة الجوية × اللاسلكي (1-0)
- نادي القوة الجوية × مركز قادات الجيش (2-0)

## المباراة النهائية
تأهل فريقا القوة الجوية والمدرسة الحربية للمباراة النهائية التي أقيمت يوم 29 آذار 1936 لكن النتيجة غير معروفة.